# Vasile Olariu
Vasile Olariu (Sânnicolau Mare, 6 luglio 1987) è un ex calciatore rumeno, di ruolo centrocampista.

## Carriera

### Club
Ha giocato nella massima serie rumena.

### Nazionale
Ha giocato nella nazionale rumena Under-23.